# Juan Pablo Villalobos
Juan Pablo Villalobos (Lagos de Moreno, Jalisco, 1973) es un escritor mexicano establecido en Barcelona.

## Biografía
Juan Pablo Villalobos nació en Guadalajara, Jalisco, en 1973, y creció en Lagos de Moreno, Jalisco. Es licenciado en  Administración y Mercadotecnia y también en Lengua y Literatura Hispánicas por la Universidad Veracruzana. Su tesis de licenciatura estuvo dedicada a los géneros literarios y la representación en las memorias de Fray Servando Teresa de Mier. 
Fue becario del Instituto de Investigaciones Lingüístico-Literarias de la Universidad Veracruzana, donde participó en un proyecto de investigación sobre el narrador argentino César Aira. Obtuvo el Diploma en Estudios Avanzados (DEA) del doctorado en Teoría Literaria y Literatura Comparada de la Universidad Autónoma de Barcelona con una tesina sobre sabotaje narrativo y “anti-literatura” en la obra del escritor ecuatoriano Pablo Palacio, gracias a una beca del Programa Alban, becas de alto nivel de la Unión Europea para estudiantes de América Latina. Entre 2011 y 2014 vivió en Brasil, cuando se estableció de nuevo en Barcelona. 
Es autor de las novelas Fiesta en la madriguera (Anagrama, 2010, cuya traducción al inglés, Down the Rabbit Hole, fue finalista del First Book Award del periódico londinense The Guardian), Si viviéramos en un lugar normal (Anagrama, 2012), No estilo de Jalisco (Realejo/Bateia, 2014, escrita en portugués y publicada únicamente en Brasil con motivo del Mundial de futbol), Te vendo un perro (Anagrama, 2014) y No voy a pedirle a nadie que me crea. (Anagrama, 2016, Premio Herralde de Novela). Su obra ha sido traducida y publicada en 14 países: Reino Unido, Estados Unidos, Brasil, Francia, Alemania, Italia, Holanda, Bulgaria, Rumania, Hungría, Portugal, Japón, Turquía e Israel. Sus dos primeras novelas fueron adaptadas al teatro y representadas en Brasil. Es colaborador de diversos medios, entre otros: Letras Libres, Gatopardo, Granta, O Estado de São Paulo y los blogs del English Pen y de Companhia das Letras. 
Ha traducido del portugués al español la obra de los escritores brasileños Rodrigo de Souza Leão (Todos los perros son azules, Sexto Piso, 2013), Sérgio Rodrigues (El regate, Anagrama, 2014), Patrícia Melo (Ladrón de cadáveres, Océano, 2015) y Raduan Nassar (Un vaso de cólera, Sexto Piso, 2016). Ingresó al Sistema Nacional de Creadores de Arte de México en la edición 2012. Ha sido miembro del jurado del Premio Nacional de Novela Joven José Revueltas 2014, del Premio Literario Internacional IMPAC de Dublín 2016 y del Premio Iberoamericano de Novela Elena Poniatowska 2016. Desde 2003 vive fuera de México. Actualmente reside en Barcelona. Está casado con una traductora brasileña y tiene dos hijos. 
Su estilo se caracteriza por el humor.
En 2018 publicó el libro de cuentos Yo tuve un sueño, compuesto por diez breves relatos sobre la migración de niños centroamericanos a Estados Unidos.

## Obras
- Fiesta en la madriguera (Editorial Anagrama, 2010). Titulado Down the Rabbit Hole en la edición en lengua inglesa (And Other Stories, 2011).
- Si viviéramos en un lugar normal (Editorial Anagrama, 2012). Titulado Quesadillas en la edición en lengua inglesa (And Other Stories, 2013).
- No estilo de Jalisco (Realejo/Bateia, 2014).
- Te vendo un perro (Editorial Anagrama, 2015).[6]
- No voy a pedirle a nadie que me crea (Editorial Anagrama, 2016). Premio Herralde de Novela.
- Yo tuve un sueño (Editorial Anagrama, 2018). No ficción. (Su cuento La Cabuya es leído por el autor en Obra Viva de eloriente.net)
- La invasión del pueblo del espíritu (Editorial Anagrama, 2020).
- Peluquería y letras (Editorial Anagrama, 2022).
- El pasado anda atrás de nosotros (Editorial Anagrama, 2024).